# Kazennyi Torets
Kazennyi Torets (tiếng Ukraina: Казенний Торець, tiếng Nga: Казённый Торец) là một sông tại Ukraina, ở phía bắc của tỉnh Donetsk. Đây là phụ lưu hữu ngạn của sông Seversky Donets (lưu vực sông Don).

## Mô tả
Chiều dài của sông là 129 km, diện tích lưu vực là 5.410 km². Thung lũng sông phần lớn là dạng hình thang (rộng 3–4 km), sườn dốc. Bãi bồi nằm ở hai bên, rộng 400–600 m, chiều rộng lớn nhất lên đến 2 km. Sông uốn lượn, chiều rộng trung bình ở trung và hạ lưu từ 20–30 m; có các ghềnh trên sông. Độ sâu của sông là 2,5–3 m, độ dốc là 1,0 m/km. Ngoài đợt lũ, sông bị cạn kiệt ở thượng nguồn, tạo thành các bãi bồi riêng biệt.
Nguồn nước sông được cung cấp từ tuyết (lên đến 70% lượng nước chảy hàng năm). Sông đóng băng không ổn định, kéo dài từ giữa tháng 12 đến giữa tháng 3. Các trạm thủy văn đặt gần thành phố Sloviansk (từ năm 1925), làng Raiske (từ năm 1928). Nhiều ao và hồ chứa đã được xây dựng trên sông Kazennyi Torets để đáp ứng nhu cầu cấp nước công nghiệp và sinh hoạt, tưới tiêu và đánh bắt cá. Tuyến kênh Seversky Donets-Donbass chạy dọc theo vùng bãi bồi của sông, và một nhóm các hồ của khu nghỉ mát Slovyansk nằm tại hạ du.
Ở vùng trung lưu và hạ lưu, sông đang được khai thông và đào sâu. Chế độ nước của sông chịu ảnh hưởng lớn của nước thải công nghiệp và sinh hoạt. Công viên cảnh quan Khu vực Kramatorsk nằm trên bờ sông.

## Vị trí
Sông Kazennyi Torets bắt đầu trên sườn núi phía tây bắc của rặng núi Donetsk, phía đông của làng Hrodivka. Sông chảy chủ yếu về phía bắc và đông bắc. Sông chảy vào Seversky Donets ở phía đông của làng Raihorodok .

## Trung tâm dân cư
Các thành phố sau đây nằm ven sông Kazennyi Torka: Sloviansk, Kramatorsk, Druzhkivka; trên phụ lưu Kryvyi Torets - Kostiantynivka.

## Tên gọi
Có giả thiết cho rằng cái tên này xuất phát từ ý nghĩa của từ torets - cạnh. Vào thế kỷ 17 và 18, biên giới của các vùng đất của nhà nước ("kazennykh"), tức đất công, đi dọc theo con sông.

## Hình ảnh

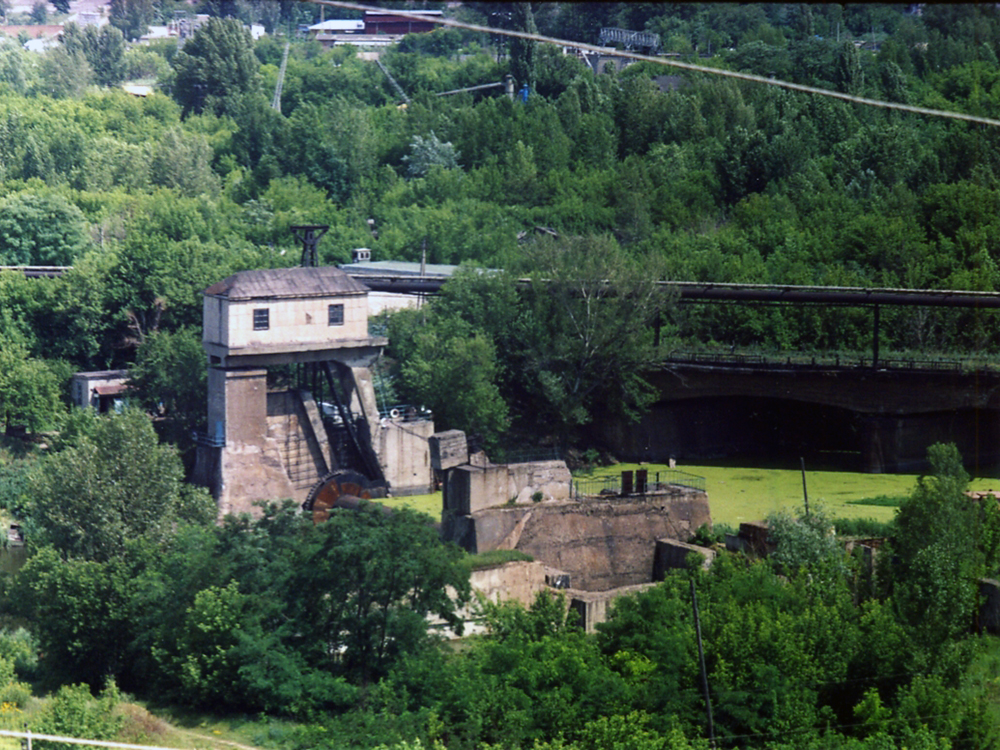
Đập ở thành phố Kramatorsk (xây dựng năm 1931)
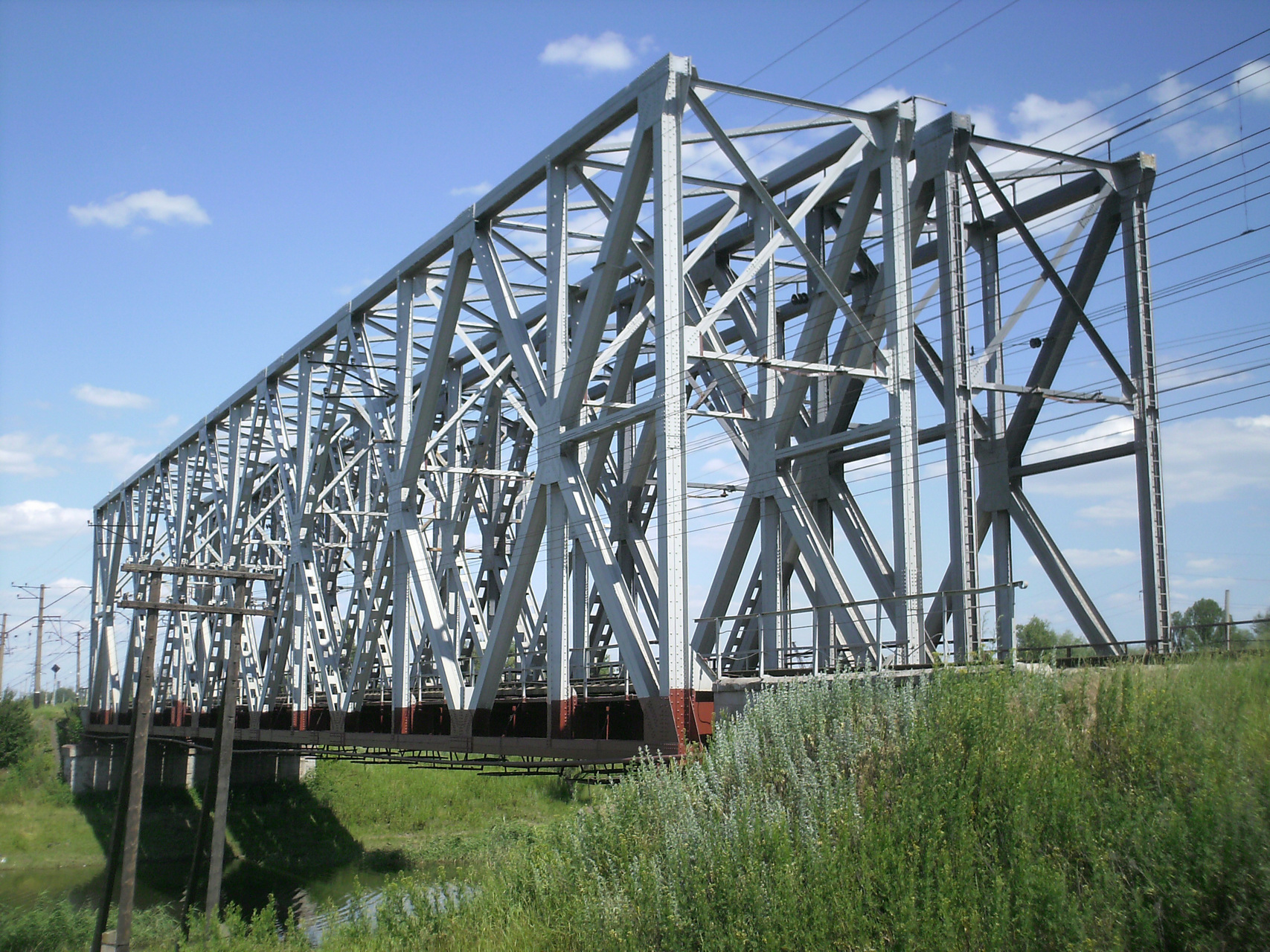
Cầu đường sắt cổ bắc qua sông, Slovyansk
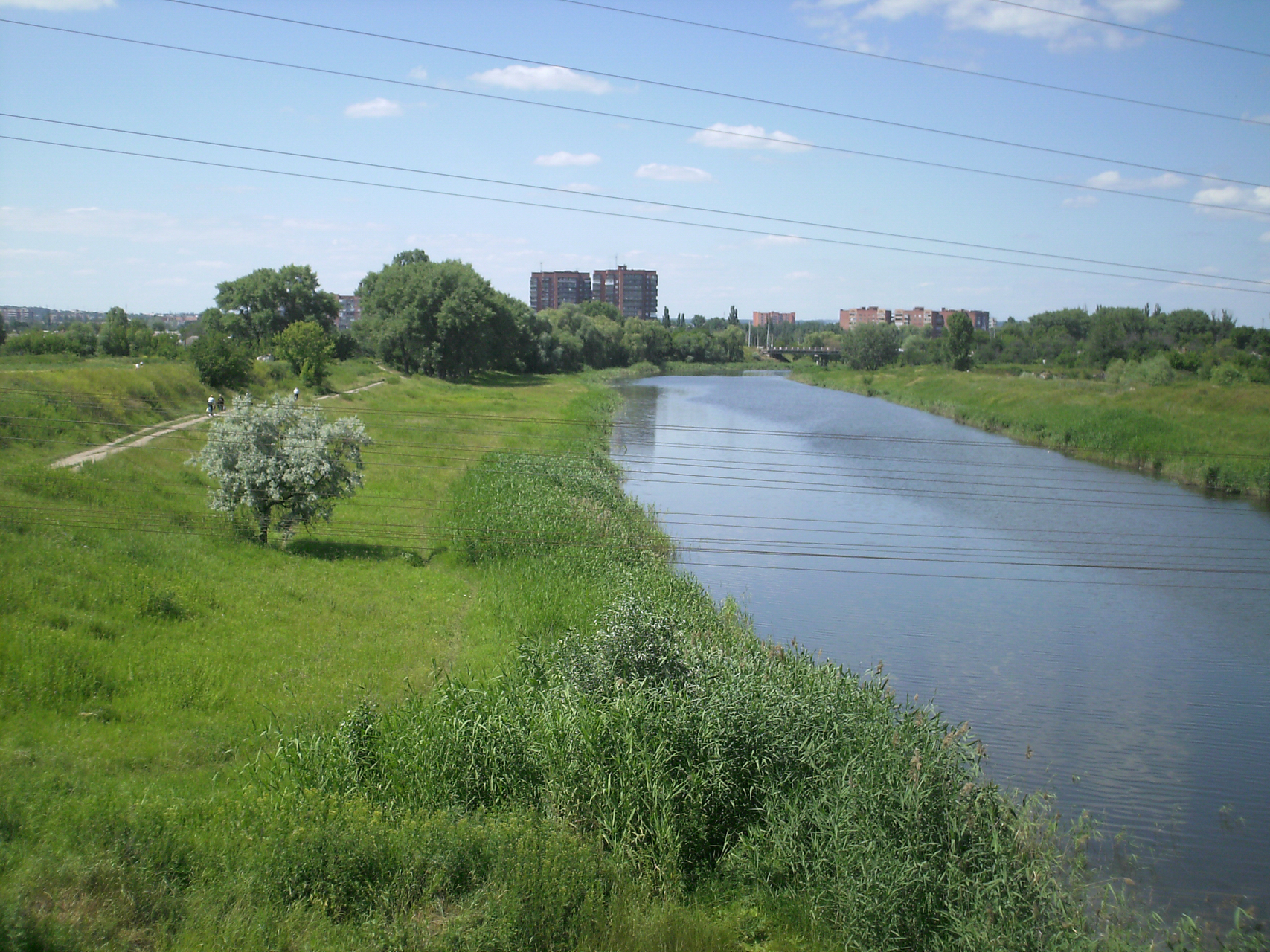
Dòng chảy cũ của sông tại Sloviansk
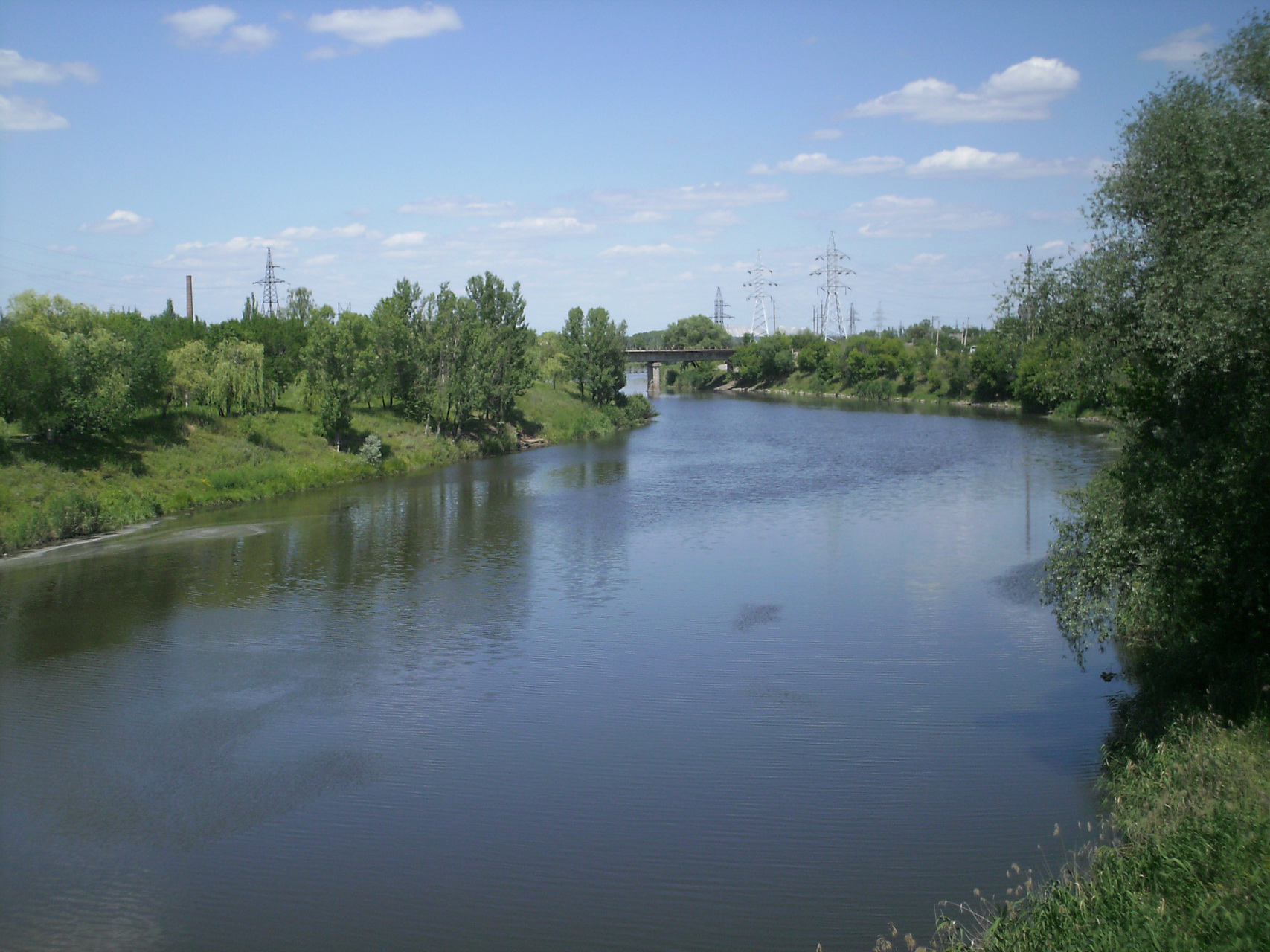
Dòng chảy mới của sông tại Sloviansk
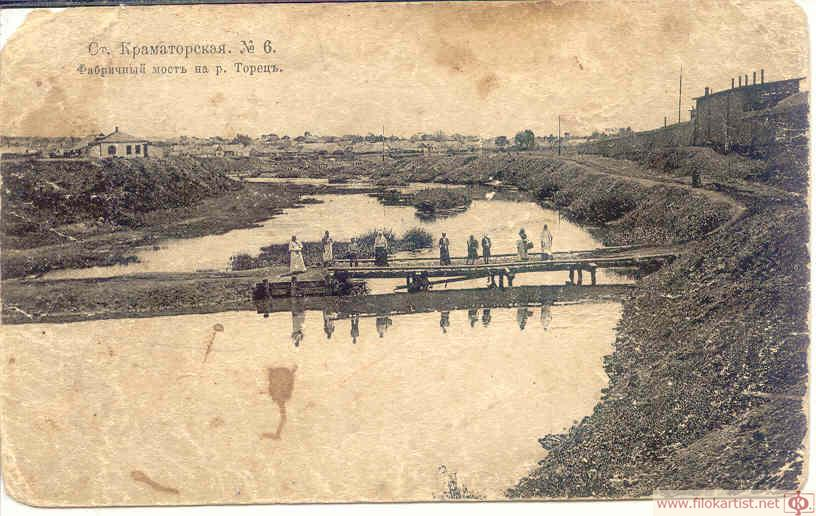
Bưu thiếp trạm Kramatorsk
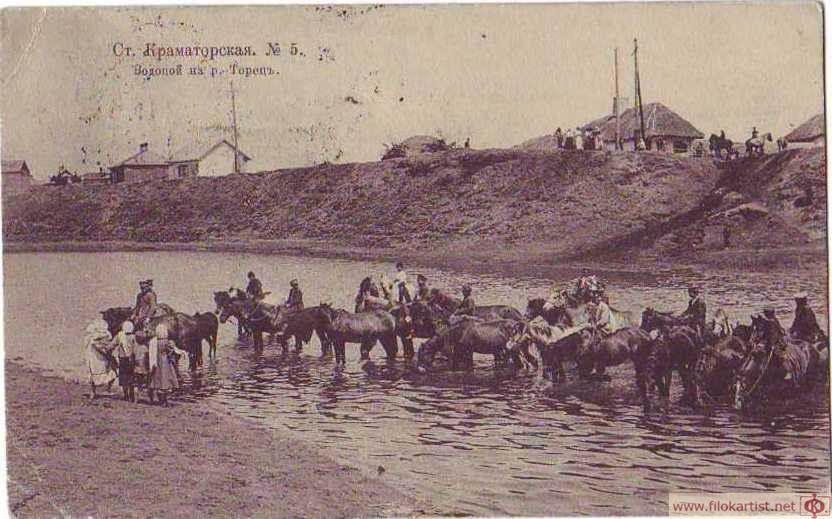
Bưu thiếp trạm Kramatorsk
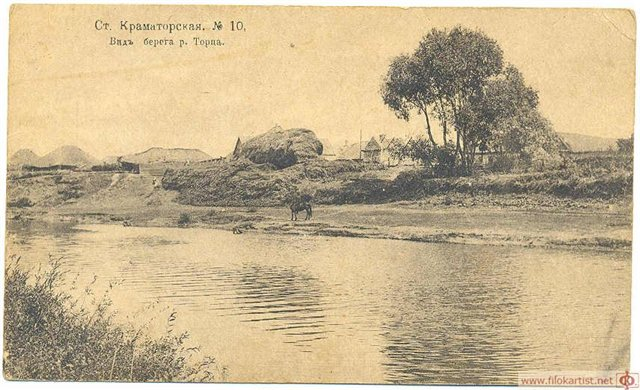
Bưu thiếp trạm Kramatorsk